# Pere Blanch i Blanch
Pere Blanch i Blanch. Mestre superior vinculat al moviment de renovació pedagògica català del primer terç del segle xx.
De ben jove fou becat per la Unió Catalanista com alumne de l'Escola de Mestres fundada per Joan Bardina, pioner de l'educació activa a Catalunya. En clausurar-se aquesta el 1909 fou pensionat per l'Ajuntament de Barcelona per marxar a París amb Bardina.
Fou professor del Col·legi Sant Jordi fundat i dirigit per Francesc Flos i Calcat.
Formà part del professorat de la primera Escola d'Estiu organitzada pel Consell d'Investigació Pedagògica (després Consell de Pedagogia) el 1914. Hi dirigí el “Curs de Treball Manual” un dels tres que oferia l'Escola d'Estiu, adreçat a transformar el seu plantejament tradicional i convertir-los amb una eina activa d'educació de la motricitat, del gust estètic i de la creativitat.
Plasmà el seu pensament pedagògic i sobre política educativa a Pedagogia per als polítics que publicà a la Biblioteca d'Estudis Econòmics de l'editorial Catalònia. Obra que porta un explicit subtítol: “allò que els polítics han de saber per a fer bona obra de cultura popular”.

## Publicacions
- Trabajos manuales y juegos infantiles. Barcelona : Seix i Barral, 1933.
- Pedagogia per als polítics. Barcelona: Llibreria Catalònia, 1933.